# Aristarco (nombre)
Aristarco es un nombre propio masculino de origen griego en su variante en español. Su significado es "el que gobierna correctamente" o "el mejor gobernante".

## Santoral

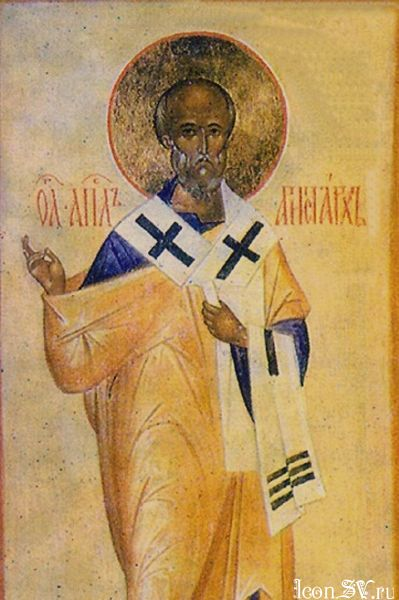
Icono que representa a Aristarco de Tesalónica.

Aristarco de Tesalónica fue discípulo y colaborador de San Pablo en el siglo I. El Martirologio romano incluye a san Aristarco el día 4 de agosto con las siguientes palabras:

Conmemoración de san Aristarco de Tesalónica, que fue discípulo de san Pablo, fiel compañero en sus viajes y prisionero con él en Roma (s. I).

En la Iglesia ortodoxa, se considera a Aristarco de Tesalónica como el primer obispo de Apamea en Siria. Se lo venera como santo y se lo conmemora el 14 de abril, y el 27 de septiembre.

## Variantes
- Femenino: Aristarca.

### Variantes en otros idiomas
| Variantes en otras lenguas | Variantes en otras lenguas |
| -------------------------- | -------------------------- |
| Español                    | Aristarco                  |
| Alemán                     | Aristarch                  |
| Búlgaro                    | Аристарх (Aristarh)        |
| Catalán                    | Aristarc                   |
| Esloveno                   | Aristarh                   |
| Esperanto                  | Aristarko                  |
| Euskera                    | Aristarka                  |
| Francés                    | Aristarque                 |
| Gallego                    | Aristarco                  |
| Griego                     | Ἀρίσταρχος (Aristarkhos)   |
| Holandés                   | Aristarchus                |
| Inglés                     | Aristarchus                |
| Italiano                   | Aristarco                  |
| Latín                      | Aristarcus                 |
| Lituano                    | Aristarchas                |
| Polaco                     | Arystarch                  |
| Portugués                  | Aristarco                  |
| Rumano                     | Aristarh                   |
| Ruso                       | Аристарх (Aristarh)        |